# Colletotrichum gloeosporioides

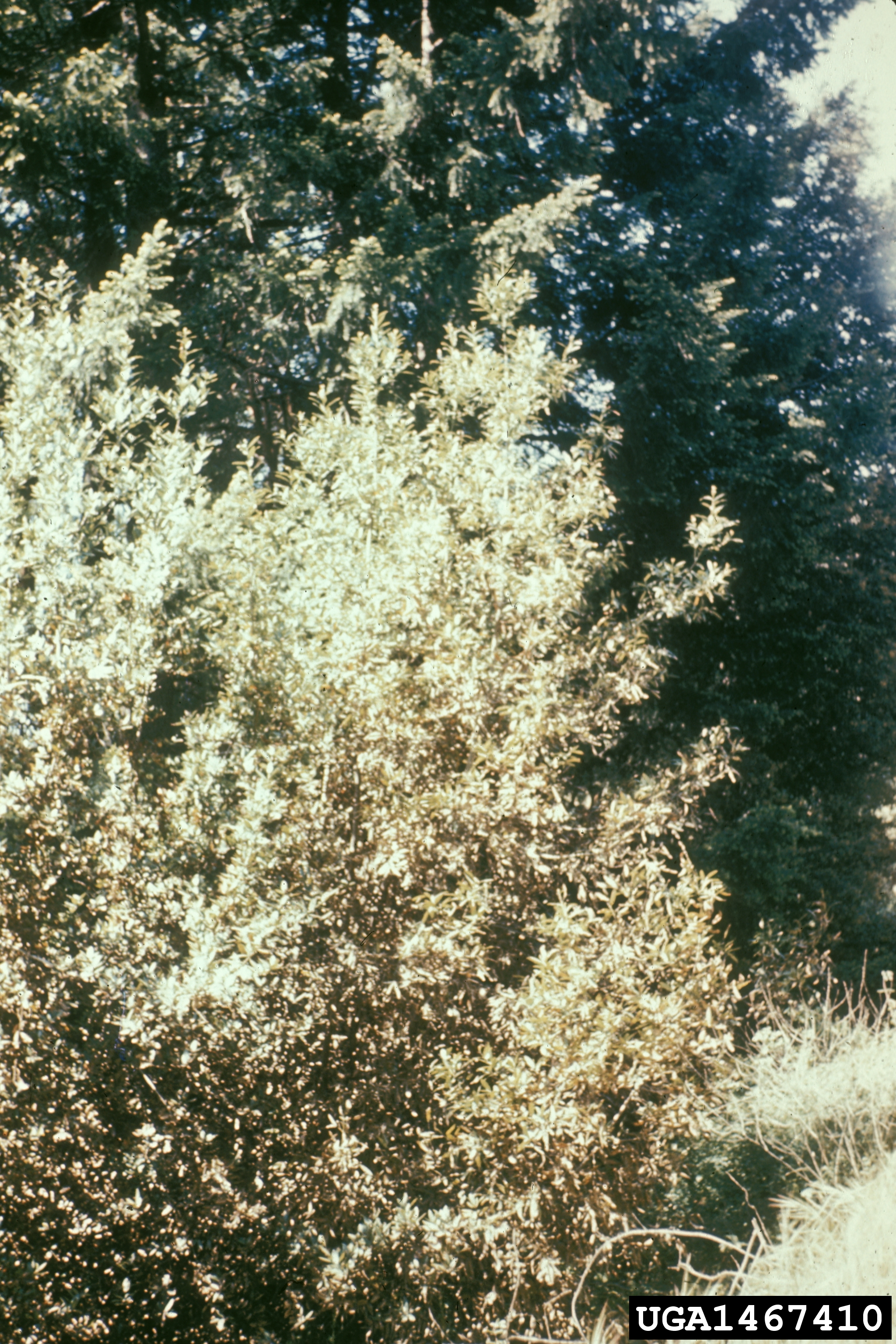
Hình ảnh một cây hoa hồng ngoại bị bạc lá, màu sắc lá không đều do nấm Colletotrichum gloeosporioides (Anthracnose).

## Tác nhân gây bệnh
Colletotrichum gloeosporioides (Anthracnose) là một trong những mầm bệnh nấm Colletotrichum phổ biến nhất. Nó gây thối đắng trong nhiều loại cây trồng trên toàn thế giới, đặc biệt là cây lâu năm ở các vùng nhiệt đới (3). Một số loại cây ký chủ quan trọng bao gồm cam quýt, khoai mỡ, đu đủ, bơ, cà phê, cà tím, ớt ngọt và cà chua. Nó tạo ra một lượng đáng kể thiệt hại trước và sau thu hoạch ở các loại cây trồng này trên toàn thế giới. Nó hoạt động như một kẻ xâm lược thứ cấp của các mô bị thương gây ra bệnh thán thư, nhưng cũng có thể tồn tại như một hoại sinh.

## Triệu chứng và dấu hiệu
Colletotrichum gloeosporioides tạo ra nhiều triệu chứng khác nhau tùy thuộc vào loài vật chủ và mô bị nhiễm bệnh. Trong quả, các tổn thương màu đen hoặc nâu (ví dụ: trên quả, vảy và rỗ) là phổ biến. Nhiễm trùng trên hoa hồng ngoại tạo ra bệnh bạc lá, hoại tử và tổn thương với các vệt và vệt. Lá bị nhiễm bệnh tạo ra màu sắc và hoa văn bất thường với các khu vực tối, hoại tử, góc cạnh hoặc không đều. Dieback và đổi màu với gummosis và resinosis xảy ra trên thân cây bị nhiễm bệnh. Đôi khi, thối rữa cũng được nhìn thấy trong thân cây bị nhiễm bệnh. Bào tử nấm hình thành acervuli, một cấu trúc có kích thước đầu kim màu hồng, khi độ ẩm cao. Acervuli hình thành trong một mô hình đồng tâm xung quanh mô hoại tử. Cơ thể đậu quả có thể được coi là những vệt đen trong mô bị nhiễm bệnh.
Ở một số vật chủ mắc bệnh bầu bí, có thể thấy các tổn thương nhợt nhạt hơn với ít hoại tử hơn. Nói chung, hoại tử lan rộng và sau đó biến thành bệnh bạc lá trong khoai mỡ và trà. Trong stylosanthes và sắn, các tổn thương có hình elip và có vẻ sẫm màu và lõm.

## Sinh thái và lây lan
Nấm chủ yếu xâm chiếm các mô bị tổn thương và già nua và thường phát triển dưới dạng hoại sinh trên các mô chết. Sự phân tán bào tử trong khoảng cách ngắn xảy ra bởi các luồng không khí, nước mưa bắn, tưới tiêu trên cao và sương mù dày đặc. Sự lắng đọng bào tử trên lá và quả non được theo sau bởi sự xâm chiếm. Các bào tử tình dục, mặc dù được sản xuất với số lượng tương đối ít hơn, nhưng trong không khí và do đó góp phần vào sự lây lan đường dài. Sau khi nảy mầm, bào tử có thể hình thành cấu trúc nghỉ ngơi không hoạt động cho đến khi chấn thương hoặc tổn thương xảy ra trong mô vật chủ. Độ cũng phá vỡ trạng thái ngủ đông này. Trong các loại trái cây được thu hoạch sớm, ethylene kích thích sự xâm chiếm của nấm. Côn trùng, tàn dư cây trồng bị nhiễm bệnh và vật chủ cỏ dại tiềm ẩn cũng giúp tăng cường sự tồn tại của mầm bệnh và sự lây lan của bệnh. Nhiệt độ cao và độ ẩm cao là thuận lợi cho sự phát triển của mầm bệnh. Nảy mầm của bào tử đòi hỏi độ ẩm tương đối cao. Chỉ khi độ ẩm cao nhất, acervuli mới có thể giải phóng bào tử. Nấm không hoạt động trong thời tiết khô.

## Phân bố địa lý
Các sinh vật được tìm thấy trên toàn thế giới.

## Sự quản lý
- Sử dụng hạt giống được chứng nhận không có bệnh và cấy ghép khỏe mạnh.
- Xử lý các cây bị nhiễm bệnh và trái cây thối đúng cách.
- Tiến hành làm cỏ thường xuyên và cắt tỉa kịp thời các bộ phận của cây bị nhiễm bệnh.
- Xử lý hạt giống trong nước nóng nếu sử dụng hạt giống riêng.
- Cải thiện lưu thông không khí bằng cách cung cấp khoảng cách thích hợp trong quá trình trồng.
- Trồng các giống kháng bệnh hơn, vì mức độ kháng thuốc (đa gen) chống lại Colletotrichum spp. tồn tại trong nhiều giống cây trồng.
- Áp dụng thuốc diệt nấm trong giai đoạn ra hoa sớm và trong thời gian sau thu hoạch.
- Tham khảo ý kiến chuyên gia khuyến nông địa phương của bạn để biết các sản phẩm diệt nấm hợp pháp và hiệu quả có sẵn ở tiểu bang của bạn. Hãy nhớ rằng, nhãn là luật và người áp dụng sản phẩm có trách nhiệm đọc và tuân theo tất cả các ghi nhãn hóa chất.

## Chẩn đoán
- Cơ thể đậu quả xuất hiện dưới dạng những vệt đen phân tán nhỏ.
- Các khối bào tử màu hồng có thể nhìn thấy ở trung tâm của một đốm đen cũ hơn.
- Conidia- đơn bào (chiều dài 10-15 μm và chiều rộng 5-7 μm), hơi cong, hình trứng đến thuôn
- Acervuli- sáp và dưới da với conidiophores đơn giản
- Phương pháp phân tử có sẵn để chẩn đoán bệnh (1, 2).